# Roger (piłkarz)
Roger Galera Flores (ur. 17 sierpnia 1978 w Rio de Janeiro) – brazylijski piłkarz, występujący na pozycji ofensywnego pomocnika.

## Kariera klubowa
Roger rozpoczął piłkarską karierę we Fluminense FC w 1996 roku. Z Fluminense kolejno spadał do drugiej w 1997 i trzeciej ligi w 1998, a w 1999 świętował awans do drugiej ligi. W 2000 roku przeszedł do Benfiki Lizbona i był jej zawodnikiem do 2005 roku. Po rozegraniu w sezonie 2000/2001 12 meczów i strzeleniu 2 bramek, Roger powrócił 2001 roku do Fluminensu i był wypożyczony do końca sezonu 2001/2002.
W latach 2002–2004 ponownie grał w Benfice, lecz był głównie rezerwowym. W 2004 roku po raz drugi był wypożyczony do Fluminense, w którym w 33 meczach strzelił 5 bramek. Na początku 2005 roku został zawodnikiem Corinthians Paulista. Z Corinthians zdobył mistrzostwo Brazylii 2005. W kolejnych latach Roger był wypożyczany do CR Flamengo 2007 oraz Grêmio Porto Alegre w 2008 roku.
W tym samym roku został zaowdnikiem katarskiego klubu Qatar SC. W 2009 roku przebywał na wypożyczeniu w innym katarskim klubie Al-Sailiya, po czym styczniu 2010 powrócił do Brazylii i został zawodnikiem Cruzeiro EC.

## Kariera reprezentacyjna
Roger ma za sobą powołania do reprezentacji Brazylii. 18 sierpnia 2004 roku wystąpił jedyny raz w reprezentacji w wygranym 6-0 meczu w Port-au-Prince z reprezentacją Haiti. Roger strzelił w tym meczu dwie bramki.
W 2000 roku Roger uczestniczył w eliminacjach do Igrzysk Olimpijskich w Sydney. Na turnieju w Australii wystąpił w trzech meczach ze Słowacją, Japonią i Kamerunem.